# 粟屋和彦
粟屋 和彦（あわや かずひこ、1922年9月15日 - 1995年5月11日）は、日本の教育者、医学者。山口大学第7代目学長。医学博士（1956年、京都大学にて取得）。

## 略歴
山口県宇部市出身。1943年、九州帝国大学附属医学専門部卒業。1955年、山口県立医科大学（現：山口大学医学部）解剖学教室にて「核酸と形質細胞反應」（共著）を著す。1956年、京都大学にて「卵アルブミン刺戟に対するリンパ系の反応様式：特にリンパ球造血における二次小節の役割について」で医学博士となる。1965年より山口大学医学部教授、1977年から1981年まで医学部長。1984年同大学第7代目学長に就任（1990年まで）。1990年より宇部短期大学学長。1995年5月11日、急性心不全のため死去。

## 研究・論文
- 「造血器細網組織の構造と機能に関する研究」（山口大学医学部、1975年）[6]
- 「拒否反応の形態学」（日本口腔科学会雑誌、1970年）[7]
- 『血液・胸腺関門 (blood-thymic barrier) は存在するか?』（共訳 粟屋和彦、原田史子、Japanese circulation journal、1970年）[8]
- 「免疫系の系統発生に関する研究」（山口大学、1983年）

## 書籍
- 『南半球の月ー基礎医学者の随想集』（近代文芸社、1991年）
- 『尾曽越文亮教授研究業績目録』（山口大学医学部解剖学第一講座開講三十周年記念事業委員会、1979年）[9]

## 栄典
- 1983年 日本医師会医学研究奨励賞

## 人物
山口大学学長時代、学内や吉田地区周辺の環境整備について、学生の勉学と研究の場にふさわしいものにするために尽力した。